# Cauroy
Cauroy é uma comuna francesa na região administrativa de Grande Leste, no departamento Ardenas. Estende-se por uma área de 17,43 km². Em 2010 a comuna tinha 198 habitantes (densidade: 11,4 hab./km²).